# Evanescence
Pour l’article homonyme, voir Evanescence (album).
Evanescence est un groupe américain de metal alternatif, originaire de Little Rock. Il est formé en 1995 par la chanteuse Amy Lee et le guitariste Ben Moody.
Le groupe publie son premier album studio Fallen sur label Wind-up Records en 2003. Fallen compte plus de 17 millions d'exemplaires vendus dans le monde et permet au groupe de remporter deux Grammy Awards sur sept nominations. Un an plus tard, Evanescence publie son premier album live, Anywhere but Home. En 2006, le groupe publie son troisième album, The Open Door, qui comptabilise 5 millions d'exemplaires vendus.
La composition du groupe a changé à de nombreuses reprises : David Hodges quittant la formation en 2002, le cofondateur Ben Moody en 2003 en pleine tournée, le bassiste Will Boyd en 2006, le guitariste John LeCompt et le batteur Rocky Gray en 2007. En juin 2009, le groupe se reforme pour l'enregistrement d'Evanescence, leur quatrième album, publié le 11 octobre 2011. Il atteindra la première place du Billboard 200.
Le groupe encourage le téléchargement de leurs premières productions pour lutter contre la spéculation. Ben Moody autorise fin 2005 le téléchargement gratuit et légal des deux premiers EP et du premier album Origin, ainsi que de quelques démos.

## Membres

### Membres actuels

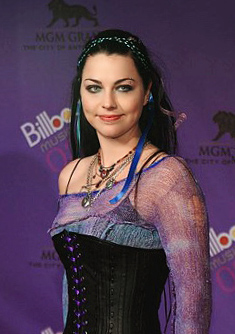
Amy Lee aux Billboard Music Awards en 2003.

- Amy Lee - chant, piano, clavier, harpe, synthétiseur, piano électrique, percussion (depuis 1995)

- Tim McCord - guitare (depuis 2022), basse (2006-2022)
- Will Hunt - batterie (depuis 2007)
- Troy McLawhorn - guitare (depuis 2007)
- Emma Anzai - basse (depuis 2022)

### Anciens membres
- Ben Moody - guitare (1995-2003)
- David Hodges - chant, piano (1999-2003)
- Will Boyd - basse (2003-2006)
- Rocky Gray - batterie (2000-2007)
- John LeCompt - guitare (2002-2007)
- Terry Balsamo - guitare (2003-2015)
- Jen Majura - guitare (2015-2022)

## Historique

### Débuts (1995–2001)
Amy Lee et Ben Moody se rencontrent durant leur adolescence dans une colonie de vacances. Ben, entendant un jour Amy jouer au piano I'd Do Anything for Love (But I Won't Do That) de Meat Loaf, va à sa rencontre et lui demande de chanter pour lui. Émerveillé par la voix de la jeune chanteuse, il lui propose de fonder avec lui un groupe. Evanescence naît peu de temps après[réf. souhaitée].
Le groupe fait ses débuts à Little Rock en Arkansas dans les années 1990. Influencé par plusieurs artistes comme Björk, Danny Elfman et Tori Amos, le groupe sort plusieurs EP par ses propres moyens. Sans même le bénéfice de concerts, Evanescence commence à se faire une réputation[réf. souhaitée]. À l'origine, Evanescence est considéré comme un groupe de rock chrétien, autant par ses premiers fans que par les circuits commerciaux, mais affirme finalement ne pas vouloir être classifié comme tel[réf. souhaitée]. Les premières productions du groupe s'écoulent entre 50 à 200 exemplaires vendus lors des concerts.
Une station de radio locale décide de passer régulièrement leur chanson Understanding. D'après Ben Moody, il s'agit d'« un ridicule hymne gothique de sept minutes ». Pourtant, cette chanson leur permet de gagner en notoriété et d'être rejoint par un troisième membre, David Hodges[réf. souhaitée].
À eux trois, et avec l'aide de quelques invités (notamment Rocky Gray, qui deviendra le futur batteur officiel, ou Will Boyd, qui deviendra quant à lui le bassiste), ils sortent leur premier album intitulé Origin. Cet album n'a été tiré qu'à un nombre limité de copies. Suivront des enregistrements incessants de démos, comme Tourniquet, Haunted, Before the Dawn, Everybody's Fool, Bring Me to Life, Hello, Breathe No More, Missing, My Last Breath ou Taking Over Me ; la majorité de ces titres seront d'ailleurs édités et réenregistrés pour l'album Fallen.

### FallenetAnywhere but Home(2002–2005)

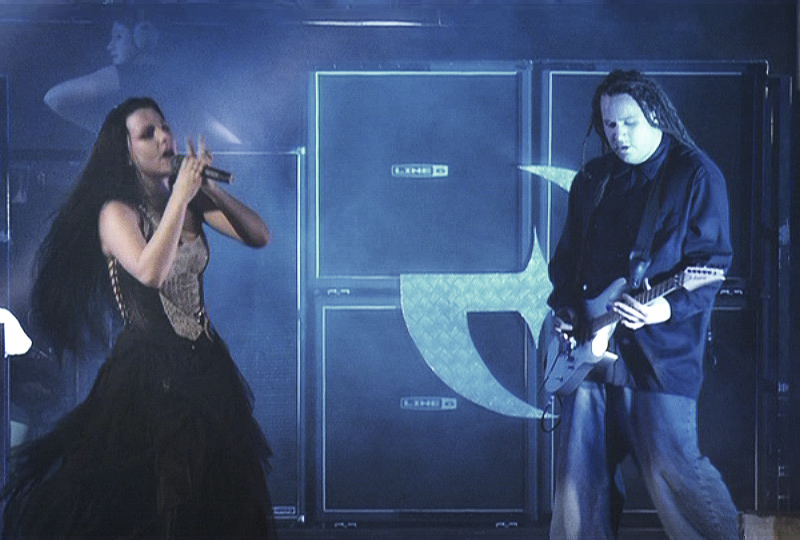
Evanescence au Zénith de Paris en 2004.

Grâce à ses nouveaux acquis en renommée et financiers, Evanescence décide d'engager des musiciens permanents : Rocky Gray à la batterie et John LeCompt à la guitare (Ben Moody ayant le rôle de guitariste principal, David Hodges ayant quitté le groupe). Le groupe peut ainsi se présenter sur scène et multiplie les concerts. Ils sont ainsi remarqués par Wind-up Records qui leur propose un contrat. De cette alliance naîtra l'album Fallen, sorti en mars 2003. Amy Lee et Ben Moody écrivent toutes les chansons, des paroles aux mélodies. La présence des compositions Bring Me to Life (en duo avec Paul McCoy, le chanteur de 12 Stones) et My Immortal sur la bande originale du film Daredevil, sorti en 2003, augmente la célébrité du groupe, qui devient par la suite internationale. Fallen compte 17 millions d'exemplaires vendus à l'international et 7,7 millions d'exemplaires aux États-Unis selon le Nielsen Soundscan.
En 2004, le groupe est nommé cinq fois lors de la 46e cérémonie des Grammy Awards et remporte les Grammy Awards de la meilleure prestation hard rock pour la chanson Bring Me to Life, et du meilleur nouvel artiste,. Evanescence commence alors une tournée mondiale, engageant au passage William Boyd à la basse. Cependant, au milieu de la tournée, Ben Moody décide de quitter le groupe et se met à son propre compte. Evanescence tremble sur ses fondations, mais Amy Lee rassure les fans : il est hors de question d'abandonner la musique. Après de nombreux castings, ce sera l'ex-guitariste du groupe Cold, Terry Balsamo, qui sera retenu. La tournée reprend et le groupe se prépare à écrire son prochain album.
En 2004, Amy Lee enregistre le titre Broken avec le groupe Seether, dont le chanteur et leader du groupe, Shaun Morgan, devient son compagnon jusqu'en 2006[réf. souhaitée].

### The Open Door(2006–2009)

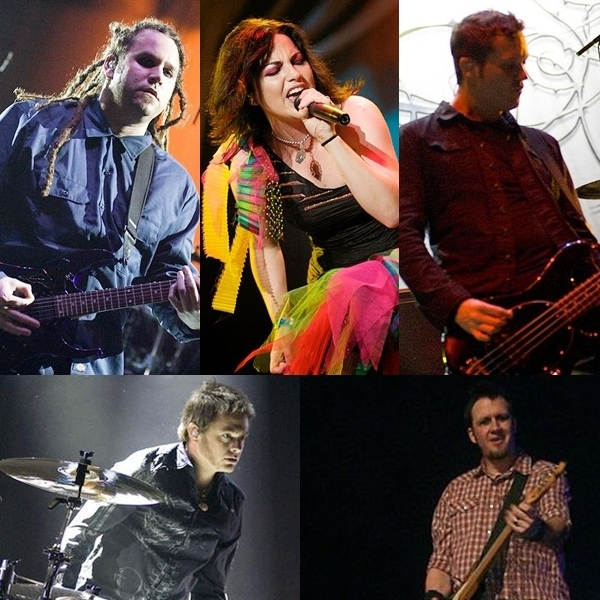
Evanescence en 2007.

L'album The Open Door sort le 3 octobre 2006 avec comme premier single Call Me When You're Sober, déjà sorti au début d'août en radio et au mois de septembre en single. Amy Lee déclare trouver The Open Door « dix fois meilleur » que le précédent[réf. souhaitée]. L'album se vend à 447 000 exemplaires aux États-Unis dès la première semaine. Selon plusieurs sources, Amy Lee a renvoyé son équipe de management, Rider Management Inc.[réf. souhaitée] Elle sera poursuivie pour rupture de contrat. En revanche, le manager est poursuivi pour harcèlement sexuel. Selon le management, Evanescence doit encore sortir deux albums. D'autre part, Amy Lee déclare sur le forum officiel du groupe que le travail en studio se passait à merveille, bien que tout ne se soit pas déroulé comme prévu ; en effet, après avoir subi un infarctus, Terry Balsamo est contraint de rester un temps à l'hôpital, ce qui a ralenti l'écriture de l'album.
Amy Lee confirme avoir aussi écrit des chansons pour le film Le Monde de Narnia : Le Lion, la Sorcière blanche et l'Armoire magique, mais celles-ci sont rejetées car jugées « trop sombres et trop épiques »[réf. souhaitée]. Amy Lee déclare d'ailleurs qu'elle ne changerait pas sa vision musicale pour un film[réf. souhaitée].
Le deuxième single extrait de cet album est Lithium, une ballade. Après le clip de Call Me When You're Sober, Evanescence rend public le 28 novembre 2006 le clip de Lithium, qui aurait dû sortir en single le 4 décembre suivant. Lors d'un des concerts du groupe à Toronto, Amy Lee annonce au public que le 3e single sera All that I'm Living For. La maison de disques, voyant la déception des fans, décide de changer le troisième single qui sera finalement le titre Sweet Sacrifice[réf. souhaitée].
Après avoir réalisé une reprise d'une de leurs chansons, Thoughtless, Amy Lee enregistre un duo avec Korn à l'occasion de leur prestation au MTV Unplugged enregistré dans les studios de MTV. Cette version acoustique de la chanson Freak on a Leash de Korn sera le premier single extrait du CD,.
Courant avril-mai 2007, John LeCompt et Rocky Gray annoncent leur départ à la suite de différences artistiques, notamment du fait qu'ils voulaient intégrer une dimension spirituelle au groupe, ce qui ne plaisait pas à Amy Lee. Rocky Gray préfère se consacrer pleinement à Living Sacrifice et Soul Embraced, des groupes de death metal chrétiens, plus engagés. Le morceau Tourniquet, sur l'album Fallen, est d'ailleurs une reprise du titre My Tourniquet écrit par Soul Embraced[réf. souhaitée]. La tournée n'est pourtant pas annulée. Le batteur et le guitariste sont ainsi respectivement remplacés par Will Hunt et Troy McLawhorn, tous deux issus du groupe Dark New Day. Amy déclare dans une interview en juillet 2007 que l'ambiance au sein du groupe s'est améliorée en compagnie de ces deux nouveaux musiciens, et qu'elle était heureuse d'entamer une nouvelle tournée, le Family Values Tour, en compagnie de Korn[réf. souhaitée].
Quelques jours plus tard, Amy Lee annonce que le quatrième single à promouvoir The Open Door sera Good Enough, une ballade que la chanteuse juge « optimiste »[réf. souhaitée]. Le Family Values Tour étant terminé, Evanescence décide de reprendre pour une dernière fois The Open Door Tour mais en y ajoutant trois titres inédits : Lose Control, Missing et une nouvelle version de Understanding. En 2008, Amy Lee participera au remake de la bande originale de Danny Elfman du film L'Étrange Noël de monsieur Jack de Henry Selick sur la chanson Sally's Song.

### Evanescenceet pause (2009—2014)

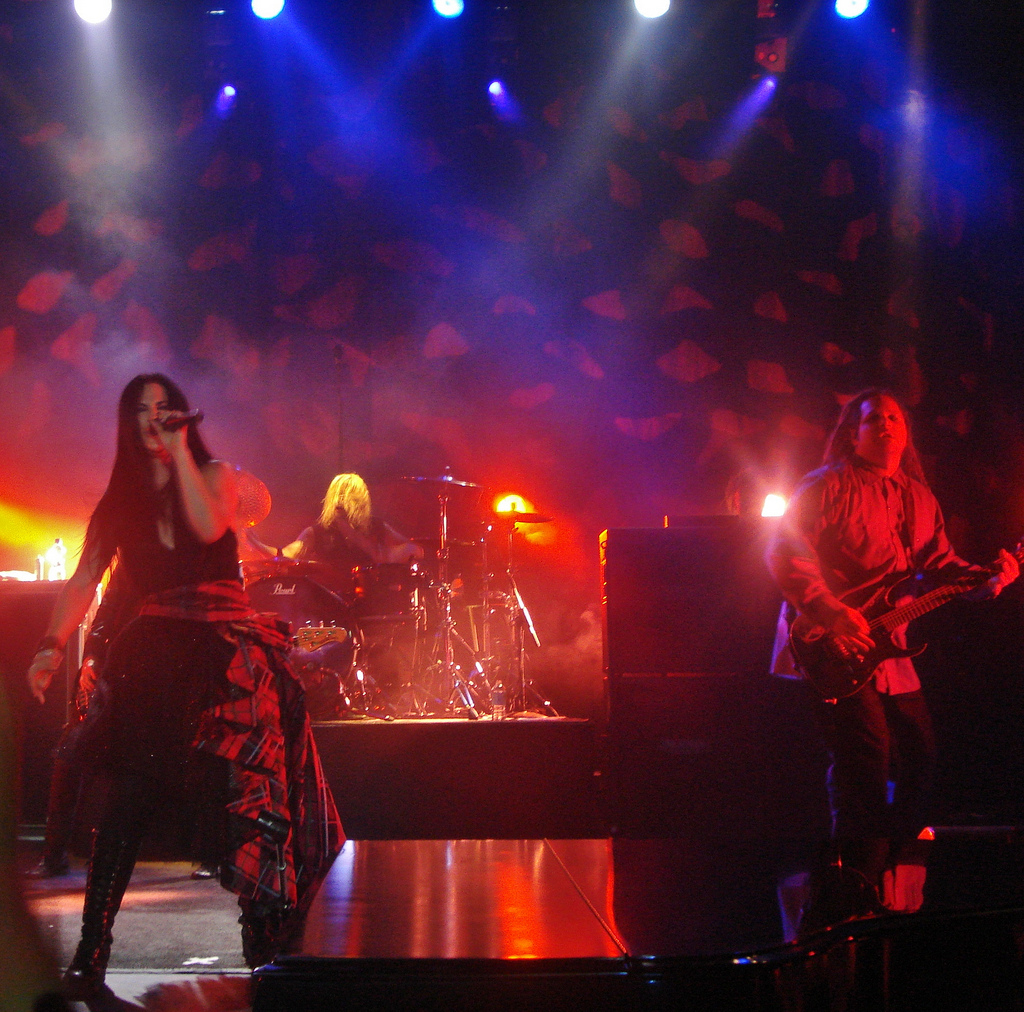
Evanescence en concert en 2011.

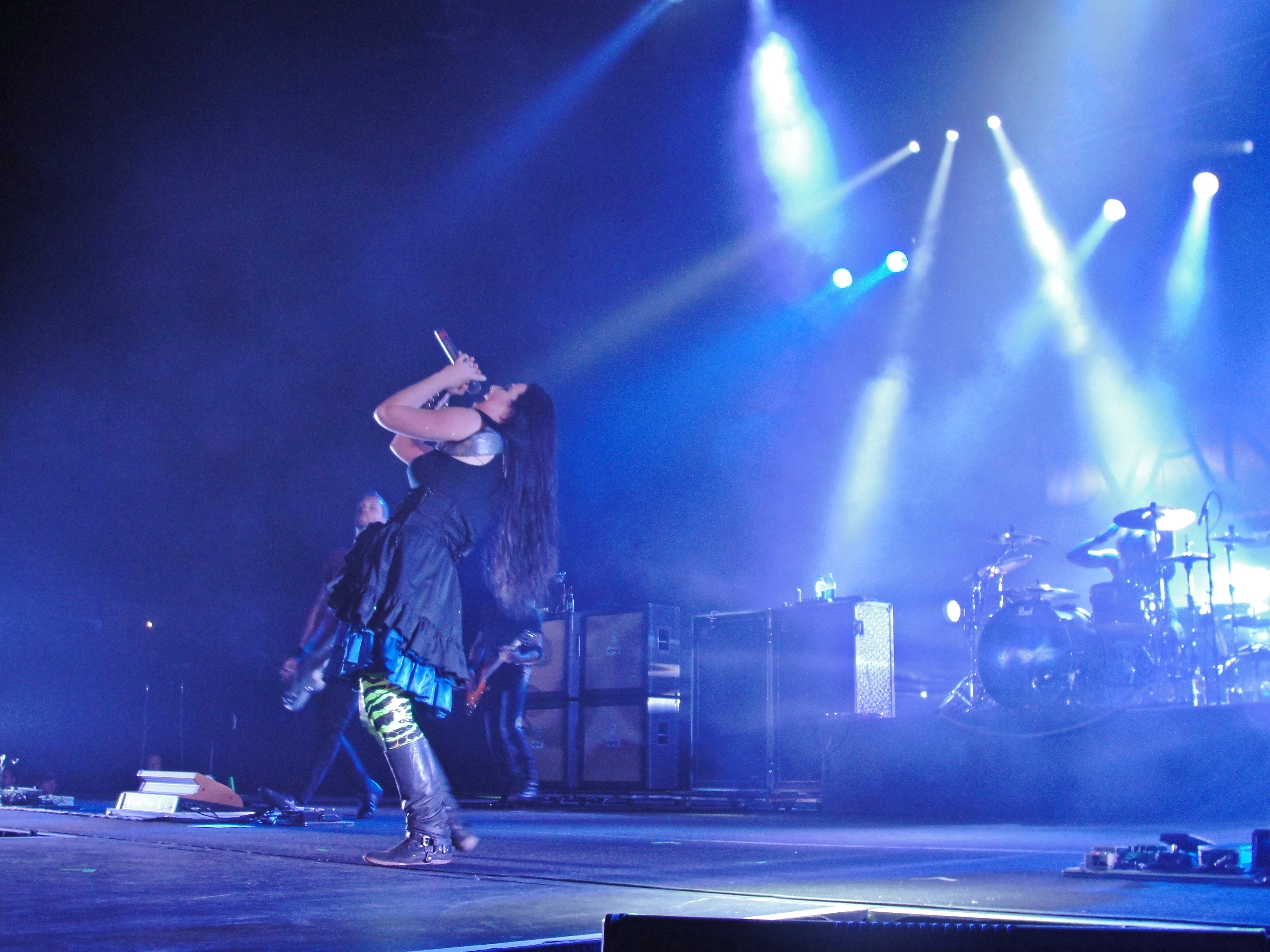
Amy Lee lors d'un concert à Laredo, Texas, en août 2012.

En 2009, Amy Lee est invitée au Legends and Lyrics où elle chante Bring Me to Life en acoustique ainsi qu'une nouvelle chanson, Your Love. En juin, elle indique qu'Evanescence est en session d'écriture pour un nouvel album, avec une musique « meilleure, forte, et plus intéressante ». Le 4 novembre, le groupe participe à un concert discret au Manhattan Center Grand Ballroom à New York et le 8 novembre à São Paulo au Brésil.
En janvier 2010, Evanescence sort une chanson qui devait paraître sur The Open Door et sur la bande originale du film Le Monde de Narnia : L'Odyssée du Passeur d'Aurore, mais qui n'est finalement pas retenue ; Together Again est téléchargeable en échange d'un don pour la United States Foundation qui vient en aide aux victimes du Séisme de 2010 à Haïti[réf. souhaitée]. Amy Lee annonce que le groupe entrera en studio le 22 février 2010 pour l'enregistrement de leur troisième album produit par Steve Lillywhite et Will « Savant » Hunt.
Elle enregistre une reprise de la chanson Halfway Down The Stairs pour l'album Muppets Revisited, rebaptisé The Green Album, sortie le 23 août 2011, trois mois avant la sortie d'un nouveau film des Muppets.
Amy Lee annonce que le nouvel album du groupe sortira le 4 octobre 2011 et qu'il s'intitulera Evanescence, car ce mot représente parfaitement l'essence de l'album. Wind-up Records indique que la sortie de l'album est repoussée au 11 octobre, ainsi que la sortie du titre What You Want comme premier single au début du mois d'août 2011.
MTV réalise plusieurs interviews avec Amy Lee et présente quelques extraits des nouveaux titres, tels que What You Want, The Other Side et Lost In Paradise. What You Want sort le 9 août 2011 en numérique, et le 9 septembre en physique. Le second titre, My Heart Is Broken, sort vers Halloween, entre le 31 octobre 2011 et le 1er novembre 2011, et est enrichie d'un clip au début de 2012. Le dernier titre, Lost In Paradise, sort le 28 mai 2012 ; cette chanson est chantée au Prix Nobel de la paix 2011, spectacle retransmis dans 130 pays,. L'album est numéro un aux États-Unis avec 130 000 exemplaires en une semaine. En France, l'album se fait plus discret et passe de 6 000 à 20 000 copies vendues[réf. souhaitée].
Le groupe enregistre le titre Made of Stone pour la bande originale du film Underworld : Nouvelle Ère, remixé par Danny Lohner. A New Way to Bleed fait aussi partie de la bande originale de Avengers. La tournée du groupe dure plus d'un an, d'août 2011 à novembre 2012, tout comme celle de Fallen et de The Open Door. En fin de tournée, en octobre 2012, le groupe dévoile une nouvelle chanson, intitulée If You Don't Mind.
En mai 2013, un vinyle spécial sort pour l'anniversaire des dix ans de Fallen, Fallen 10th Anniversary, de couleurs rouge et violet.

### Retour sur scène (2015–2016)
Le 7 août 2015, Evanescence annonce sur les réseaux sociaux le départ de Terry Balsamo, remplacé par Jen Majura, ex-bassiste du groupe de folk metal Allemand Equilibrium. Le groupe est présent au Ozzfest au Japon en novembre 2015 avec notamment Korn et Ozzy Osbourne. Le groupe se produit de nombreuses fois sur scène en 2015.
En 2016, après quelques concerts, Evanescence annonce sa tournée américaine du 28 octobre au 23 novembre 2016 ; la dernière performance en public est d'ailleurs filmé et retransmis en streaming sur la chaîne YouTube de Live Nation. Le groupe publie aussi une nouvelle chanson, Take Cover, ainsi qu'une reprise de la chanson Dirty Diana de Michael Jackson. En octobre 2016, le groupe annonce la sortie en janvier 2017 d'un coffret collector qui retrace toute leur discographie avec notamment de nombreux bonus.

### Synthesis(2017—2019)

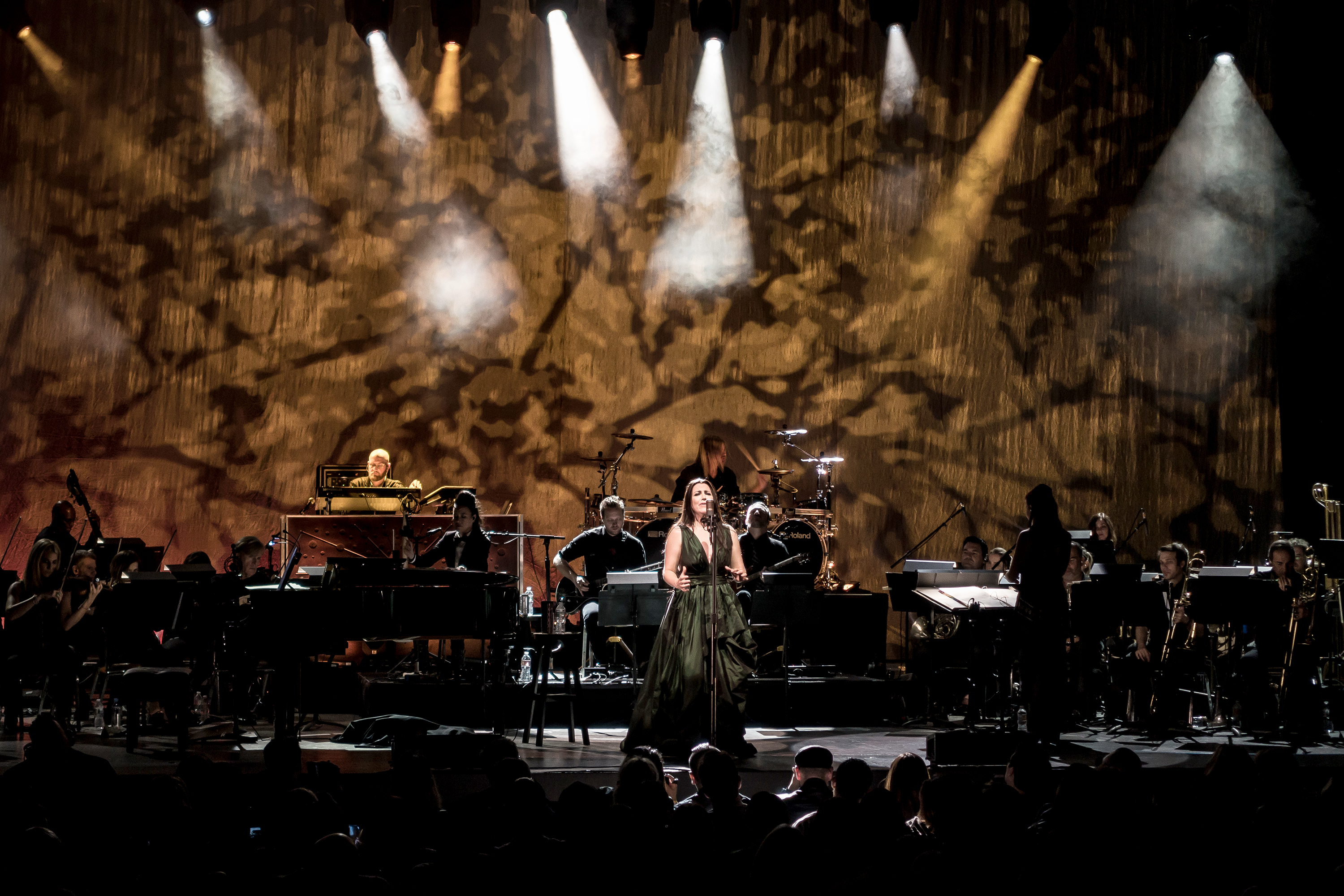
Evanescence lors du Synthesis Tour.

Dans une interview avec le magazine Kerrang! en décembre 2016, Amy Lee annonce un nouvel album d'Evanescence pour 2017. Le 10 mai 2017, via la page Facebook du groupe, elle annonce que le nouvel album se nomme Synthesis et aura un son orchestral et électronique. Le 14 août, Evanescence annonce sur les réseaux sociaux leur tournée le Synthesis Fall Tour 2017 exclusivement aux États-Unis et qui débutera en octobre accompagné d'un orchestre. Le premier single de Synthesis sera une nouvelle version de Bring Me To Life, disponible en numérique dès le 18 août 2017. Le 15 septembre 2017 paraît le second single, Imperfection,. La date de sortie de l'album est quant à elle révélée pour le 10 novembre 2017.
Après Synthesis, Evanescence sortira un nouvel album. Selon Universal Music Japon, les chansons inédites qui seront présentes sur l'album servent à l'annoncer. Evanescence annonce une tournée européenne pour défendre Synthesis à partir de février 2018 jusqu'en avril 2018 dont une date unique en France au Grand Rex le 28 mars 2018. Le 19 octobre 2017, Evanescence poste le clip de leur single Imperfection sur YouTube. Le 27 octobre 2017 sort le troisième single de Synthesis, intitulé Lacrymosa.
Le groupe entame à Las Vegas le 17 octobre 2017 une tournée mondiale d'un an, le Synthesis Live, avec 60 dates en Amérique du Nord, 18 en Europe et 4 en Océanie. Le dernier concert a lieu à Ridgefield le 8 septembre 2018.
Le 6 mars 2018, Evanescence annonce via Facebook sa nouvelle tournée américaine accompagné de Lindsey Stirling de juillet à septembre 2018. Evanescence est présent dans trois numéros d'affilée du magazine Kerrang! dont un où Amy Lee est en couverture.
Le 21 avril 2018, Evanescence ressort son album Lost Whispers pour le Record Store Day en version limitée à 2 500 exemplaires en bleu translucide. Le 30 avril 2018, Amy Lee et Lindsey Stirling commencent la promo de la tournée Synthesis qui débutera en juillet 2018 ; elles font une vidéo en direct sur Facebook (Facebook live) dans laquelle elles assistent à la fête du Live Nation[Quoi ?] et visitent la radio du SiriusXM[Quoi ?].
Le 8 juin 2018, le second clip de Synthesis, Hi-lo, dont une partie est réalisée à Londres par PR Brown, en duo avec Lindsey Stirling, sort sur YouTube. Puis, le DVD/CD/Blu-ray Synthesis Live via Eagle Records sort le 12 octobre 2018.
Le groupe part en tournée de festivals en mai 2019 aux États-Unis, qui va s'étendre jusqu'à l'Europe en septembre 2019. La chanteuse Amy Lee a révélé qu'un album allait voir le jour en 2020 selon son interview accordée au Sirius Xm.
Le 30 novembre 2019, Evanescence est présent pour la première fois au Knotfest au Mexique.
Le groupe fait la promotion du jeu Gears 5 sur Xbox avec la reprise The Chain de Fleetwood Mac sorti sur Spotify le 22 novembre 2019. Le 9 janvier 2020 sort le clip de The Chain, avec un clin d’œil au « désastre » qu'a été le Knotfest en 2019 lorsque la batterie du groupe a été brûlée.
Amy Lee et Sharon Den Adel font la couverture des magazines Kerrang! et Metal Hammer en octobre 2019.

### The Bitter Truth(depuis 2020)
Le 17 avril 2020, le groupe révèle sur son compte Twitter la pochette de leur nouvel album The Bitter Truth et en confirme la sortie dans l'année. Le premier single, Wasted On You, est alors annoncé pour le 24 avril 2020.
Par ailleurs, le groupe annonce sortir le 5 juin 2020 une édition vinyle du Synthesis Live en translucide rouge ainsi qu'une édition vinyle noire qui sortira le 31 juillet 2020 via Hard Graft Records.
Evanescence sort le 1er juillet 2020 leur second single The Game Is Over et annonce la vidéo pour le 3 juillet 2020.
Use My Voice est associé à la BD du producteur Eric Howell The Revolution Of Cassandra avec qui Amy Lee avait déjà collaboré pour Speak to me, le single est sorti le 14 août 2020 en collaboration avec Headcount une association qui aide les Américains à voter. Le vidéoclip est sorti le 28 août sur YouTube dirigé par Eric D Howell.
Evanescence était nommé aux MTV VMA's Awards en 2020 pour la meilleure vidéo Rock avec Wasted On You.
Le 30 octobre 2020, le groupe réalise une performance live dans leur studio au Rock Falcon à Nashville qui a été rediffusée au public le 5 décembre 2020. Ce live sera également disponible au format cd dans la Box édition de The Bitter Truth. Le quatrième single Yeah Right est sorti le 4 décembre 2020.
Evanescence fait 2 annonces : la sortie de leur cinquième single Better Without You le 4 mars 2021 mais également la sortie de The Bitter Truth pour le 26 mars 2021.
Janvier 2021, Amy Lee gagne l'Award d'une des meilleures artistes Rock aux She Rocks Awards et chante Use My Voice en version acoustique au piano.
Le 7 février 2021, Evanescence joue en live « Wasted On You » au Jimmy Kimmel show.
Le 15 mars, Evanescence annonce sa série d'anthologies graphiques Echoes From The Void composé de posters et de 5 BD en partenariat avec Heavy Metal.
Le 16 avril 2021 sort le clip de Better Without You dirigé encore une fois par Eric D.Howell.
Le 10 mai 2021, Evanescence annonce sur son compte Instagram sa tournée automnale Américaine avec Halestorm. Le même jour, ils sont les invités du Kelly Clarkson Show et jouent en live Better Without You.
Le 13 mai, Evanescence est en streaming live gratuitement en partenariat avec Cooper Tire via driventoperformconcert.com le show est présenté par Alice Cooper.
Le 17 juillet 2021, Evanescence annonce la réédition de leur album The Open Door en Vinyle marbré qui à tout juste 15 ans, à l'occasion du Record Store Day.
Evanescence était nommé pour la seconde fois aux MTV VMA's Awards 2021 grâce à leur album The Bitter Truth dans la catégorie « Meilleur Clip Rock » avec leur single « Use My Voice ».
Le 14 septembre, Ev annonce la sortie du vinyle de leur album éponyme en violet fumé, à l'occasion de ses 10 ans pour le « Record Store Day Black Friday » qui aura lieu le 26 novembre 2021.
Le 20 septembre, Ev annonce participer au célèbre show « 101.WKQX The Night We Stole Christmas » à Chicago le 9 décembre 2021.
Le 30 septembre, Ev annonce son partenariat avec Sweet.io et Incendium.online et sort pour la première fois des NFT sur le thème de leurs anthologies graphiques Echoes From The Void.
Début octobre, Ev annonce une nouvelle tournée européenne pour juin 2022 qui passera par la Grèce et la Finlande.
Lors de leur tournée commune avec Halestorm, Evanescence a repris « Heavy » de Linkin Park en invitant sur scène Lzzy Hale.
Les 5 dernières dates de la tournée US avec Halestorm sont reportées à janvier 2022 à cause du Covid. Liste des dates : Cincinnati 14/01 -Camden 16/01-Pittsburgh 17/01-Worcester 20/01-Newark 21/01.
Evanescence a sorti un nouveau single le vendredi 17 décembre. Il s'agit du titre « Across The Universe » reprise des Beatles qui figure sur la version deluxe de The Bitter Truth.
Février 2022 la vidéo de Bring Me to Life dépasse le Milliard de vues via YouTube.
Début avril 2022, Evanescence et Korn annoncent une tournée US commune avec plus de 18 dates.
Evanescence et Within Temptation annoncent une tournée européenne le Worlds Collide Tour avec un passage le 27 novembre 2022 à Paris.
En janvier 2023, à l'occasion des 20 ans de la sortie de leur album Fallen, Evanescence s'associe à HipDot pour créer une palette de fards à paupières vegane et cruelty free dont le packaging est leur CD,.
Le 9 janvier 2023 Evanescence annonce une tournée américaine avec le groupe Muse de Février à Avril.
Courant mars leur album Fallen sorti en 2003 est certifié disque de diamant.
Toujours courant mars le groupe annonce la réédition de Fallen celui-ci sort le 17 novembre en version digipack,digital et vinyles . Une box spéciale est aussi annoncée dans la foulée et sort le 1 mars 2024 à l'effigie d'un beau papillon bleue.
Le 1 janvier 2024 le clip de Yeah Right single promotionnel est mise en ligne sur leur chaîne YouTube.
Le 23 avril 2024 Evanescence annonce une nouvelle tournée canadienne avec à nouveau le band Halestorm.
Amy Lee est en feat avec Within Temptation sur leur single et vidéo live The Reckoning sorti le 24 mai 2024 pour promouvoir leur dvd à venir du World's Collide Tour.
Evanescence enchaîne les tournées et les festivals pour promouvoir l'album de dernière date The Bitter Truth l'une d'elle était très importante vu qu'il ont joué devant plus de 40 000 personnes à Sao Paulo c'est un record à noter dans leur carrière.
Les autres dates spéciales sont nombreuses: Coliseo Puerto rico, Download Festival, Sick New World Festival, Louder Than Life, Welcome To Rockville, Rock am Ring, Rock im park, AfterShock, Summer Sonic Tokyo, Summer Sonic Osaka, Pulso GNP, Milenia Festival Chile, Rock In Rio Lisbonne, Rock In Rio Janeiro, Rocklahoma Festival, Sweden Rock Festival, Hera HSBC Festival au Mexique, Fiera Milano en Italie, Parque Tierno Galván en Espagne où encore avec Korn le 5 octobre 2024 à Los Angeles .
Amy Lee annonce entrer en phase d'écriture pour le prochain album du groupe mais aucune date n'est prévue.
Evanescence annonce le 24 mars 2025 sa collaboration avec Netflix avec le titre "Afterlife " qui est le single promotionnel de la série animée Devil May Cry .Afterlife est disponible depuis le 28 Mars 2025 ainsi que son clip sorti le 17 avril 2025.
Evanescence annonce le 30 mai sa collaboration avec Lionsgate avec le titre "Fight Like A Girl " en feat avec K.Flay qui est le single promotionnel du film "Ballerina" (univers de John Wick) sorti le 4 juin en France. La chanson est disponible quant à elle le 6 juin via les plateformes de streaming.

## Discographie

### Albums studio
- 2003 : Fallen
- 2006 : The Open Door
- 2011 : Evanescence
- 2021 : The Bitter Truth
- 2023 : Fallen Deluxe Edition Remastered

### Albums de remixes
- 2017 : Synthesis

### Albums en public
- 2004 : Anywhere but Home
- 2018 : Synthesis Live

### Démos
- 2000 : Origin

### Compilation
- 2017 : Lost Whispers

### Extended Play
- 1998 : Evanescence
- 1999 : Sound Asleep / Whisper
- 2003 : Mystary

## Tournées
- 2003-2004 : Fallen Tour
- 2006-2007 : The Open Door Tour
- 2011-2012 : Evanescence Tour
- 2015-2017 : Concerts spéciaux
- 2017 : Synthesis Fall Tour
- 2018 : Synthesis European Tour With Orchestra
- 2018 : Synthesis Summer Tour With Lindsey Stirling and Orchestra
- 2019 : Concerts Spéciaux
- 2021 : Fall US Tour avec Halestorm (surnommé le Evstorm)
- 2022 : US Tour avec Halestorm (5 dates reportées cause Covid)
- 2022 : Summer US Tour avec Korn
- 2022 : Worlds Collide Tour[76]
- 2023 : Will Of The People World Tour avec Muse
- 2023 : Australia tour [77]
- 2023 : Latin America Tour [78]
- 2023 : European Tour (dont 1 date à Lille En France)
- 2024 : Deux concerts au Coliseo de Puerto Rico
- 2024 : World Festivals
- 2024 : Canadian Tour with Halestorm [79]

## Distinctions
| Année | Cérémonie                        | Catégorie                                                 | Nomination                     | Résultat   |
| ----- | -------------------------------- | --------------------------------------------------------- | ------------------------------ | ---------- |
| 2003  | American Music Awards            | Meilleur album pop/rock                                   | Fallen                         | Nomination |
| 2003  | Kerrang! Awards                  | Meilleur nouvel artiste                                   | Evanescence                    | Lauréat    |
| 2003  | MTV Europe Music Awards          | Meilleur groupe                                           | Evanescence                    | Nomination |
| 2003  | MTV Europe Music Awards          | Meilleur nouveau groupe                                   | Evanescence                    | Nomination |
| 2003  | MTV Europe Music Awards          | Meilleure chanson                                         | Bring Me to Life               | Nomination |
| 2003  | MTV Europe Music Awards          | Meilleur vidéoclip rock                                   | Bring Me to Life               | Lauréat    |
| 2003  | MTV Europe Music Awards          | Meilleur nouvel artiste                                   | Evanescence                    | Lauréat    |
| 2003  | Teen Choice Awards               | Meilleure chanson rock                                    | Bring Me to Life               | Lauréat    |
| 2003  | Finnish Metal                    | Meilleur nouvel artiste                                   | Evanescence                    | Lauréat    |
| 2003  | Swedish Hit List                 | Meilleur artiste rock                                     | Evanescence                    | Lauréat    |
| 2003  | Swedish Hit List                 | Meilleure chanson internationale                          | Bring Me to Life               | Lauréat    |
| 2003  | Los Premios Latinoamérica        | Meilleur artiste rock international                       | Evanescence                    | Lauréat    |
| 2003  | Teen Choice Awards               | Meilleure chanson rock                                    | Bring Me to Life               | Lauréat    |
| 2003  | Kerrang! Awards                  | Meilleur single                                           | Bring Me to Life               | Nomination |
| 2004  | Kerrang! Awards                  | Meilleur single                                           | Going Under                    | Nomination |
| 2004  | World Music Awards               | Meilleur artiste rock                                     | Evanescence                    | Lauréat    |
| 2004  | MTV Asia Awards                  | Meilleur nouvel artiste                                   | Evanescence                    | Nomination |
| 2004  | MTV Asia Awards                  | Meilleur groupe rock                                      | Evanescence                    | Nomination |
| 2004  | Los Premios Latinoamérica        | Meilleur artiste rock international                       | Evanescence                    | Nomination |
| 2004  | American Music Awards            | Duo/Groupe de l'année pop/rock                            | Evanescence                    | Nomination |
| 2004  | American Music Awards            | Artiste de l'année                                        | Evanescence                    | Nomination |
| 2004  | Brit Awards                      | Révélation de l'année                                     | Evanescence                    | Nomination |
| 2004  | Echo Awards                      | Groupe pop/rock de l'année                                | Evanescence                    | Lauréat    |
| 2004  | MTV Video Music Awards           | Meilleur vidéoclip rock                                   | My Immortal                    | Nomination |
| 2004  | Grammy Awards                    | Meilleur nouvel artiste                                   | Evanescence                    | Lauréat    |
| 2004  | Grammy Awards                    | Meilleure chanson hard/rock                               | Bring Me to Life               | Lauréat    |
| 2004  | Grammy Awards                    | Album de l'année                                          | Fallen                         | Nomination |
| 2004  | Grammy Awards                    | Meilleur album rock de l'année                            | Fallen                         | Nomination |
| 2004  | Grammy Awards                    | Meilleure chanson rock                                    | Bring Me to Life               | Nomination |
| 2004  | MTV Asia Music Awards            | Artiste rock favori                                       | Evanescence                    | Lauréat    |
| 2004  | NRJ Music Awards                 | Révélation de l'année                                     | Evanescence                    | Lauréat    |
| 2004  | Danish Music Awards              | Meilleur nouvel artiste international                     | Evanescence                    | Lauréat    |
| 2004  | International Dance Music Awards | Meilleure chanson dance/rock alternatif                   | Bring Me to Life               | Nomination |
| 2004  | MTV Video Music Awards Japan     | Meilleure vidéo pour un film                              | Bring Me to Life               | Lauréat    |
| 2004  | MTV Video Music Awards Japan     | Meilleur nouvel artiste                                   | Evanescence                    | Lauréat    |
| 2004  | Teen Choice Awards               | Meilleur groupe rock                                      | Evanescence                    | Lauréat    |
| 2004  | Japan Golden Disk Awards         | Meilleur artiste international                            | Evanescence                    | Lauréat    |
| 2005  | Grammy Awards                    | Meilleure chanson pop interprétée par un duo ou un groupe | My Immortal                    | Nomination |
| 2006  | MTV Europe Music Awards          | Meilleur rock                                             | Evanescence                    | Nomination |
| 2007  | MTV Australia Awards             | Album de l'année                                          | The Open Door                  | Lauréat    |
| 2007  | Kerrang! Awards                  | Fille la plus jolie                                       | Amy Lee                        | Lauréat    |
| 2007  | MTV Europe Music Awards          | Rock Out                                                  | Evanescence                    | Nomination |
| 2007  | MuchMusic Video Awards           | Meilleur groupe international                             | Evanescence                    | Nomination |
| 2007  | MuchMusic Video Awards           | Meilleure vidéo internationale par un groupe              | Call Me When You're Sober      | Lauréat    |
| 2007  | NRJ Music Awards                 | Meilleur artiste rock                                     | Evanescence                    | Lauréat    |
| 2007  | Los Premios MTV                  | Artiste rock international de l'année                     | Evanescence                    | Lauréat    |
| 2007  | MTV Latin Music Awards           | Meilleur nouvel artiste international                     | Evanescence                    | Lauréat    |
| 2007  | MLos Premios MTV Latinoamérica   | Meilleur artiste rock international                       | Evanescence                    | Lauréat    |
| 2007  | MTV Australia MVA's              | Meilleur album de l'année                                 | The Open Door                  | Lauréat    |
| 2008  | Grammy Awards                    | Meilleure chanson hard/rock                               | Sweet Sacrifice                | Nomination |
| 2008  | NMPA                             | Meilleure composition de musique                          | Evanescence                    | Lauréat    |
| 2008  | Planeta Awards                   | Meilleure chanteuse                                       | Amy Lee (pour Sweet Sacrifice) | Lauréat    |
| 2011  | Loudwire Music Awards            | Chanson rock de l'année                                   | What You Want                  | Lauréat    |
| 2011  | Loudwire Music Awards            | Artiste de l'année                                        | Evanescence                    | Nomination |
| 2011  | Loudwire Music Awards            | « Dieu » du rock de l'année                               | Amy Lee                        | Nomination |
| 2011  | Loudwire Music Awards            | Album rock de l'année                                     | Evanescence                    | Nomination |
| 2011  | Loudwire Music Awards            | Retour de l'année                                         | Evanescence                    | Lauréat    |
| 2012  | Revolver Golden Gods Awards      | Meilleur chanteur                                         | Amy Lee                        | Lauréat    |
| 2012  | Revolver Golden Gods Awards      | Album de l'année                                          | Evanescence                    | Nomination |
| 2012  | Revolver Golden Gods Awards      | Retour de l'année                                         | Evanescence                    | Nomination |
| 2012  | Revolver Golden Gods Awards      | Meilleurs fans                                            | Evanescence                    | Nomination |
| 2012  | Kerrang! Awards                  | Meilleur groupe international                             | Evanescence                    | Nomination |
| 2012  | Kerrang! Awards                  | Fille la plus jolie                                       | Amy Lee                        | Nomination |
| 2020  | MTV Video Music Awards           | Meilleur vidéoclip Rock                                   | Wasted On You                  | Nomination |
| 2021  | MTV Video Music Awards           | Meilleur vidéoclip Rock                                   | Use My Voice                   | Nomination |